# Sabine Röther
Sabine Röther-Kirschke, född den 17 juni 1957 i Rostock i Östtyskland, är en östtysk före detta handbollsspelare.
Sabine Röther spelade för SC Empor Rostock i DDR:s Oberliga.
I Östtysklands damlandslag i handboll spelade hon totalt 132 landskamper med 441 gjorda mål. Vid världsmästerskapet i handboll för damer 1978 blev hon världsmästare med DDR. Hon vann OS-brons i damernas turnering i samband med de olympiska handbollstävlingarna 1980 i Moskva. Hon var också med i DDR:s trupp till VM 1982. De placerade sig som fyra i den turneringen.

## Utmärkelser
1979 tilldelades hon Fäderneslandets förtjänstorden i brons.